# Кырк (Кировский район)
Кырк (укр. Кирк, крымскотат. Qırq, Къыркъ) — исчезнувшее село в Кировском районе Республики Крым, располагавшееся на севере района, в степной части Крыма, примерно в 3 км к северо-востоку от современного села Шубино.

## История
Первое документальное упоминание села встречается в Камеральном Описании Крыма… 1784 года, судя по которому, в последний период Крымского ханства Кырк входил в Старо-Крымский кадылык Кефинского каймаканства. После присоединения Крыма к России (8) 19 апреля 1783 года, (8) 19 февраля 1784 года, именным указом Екатерины II сенату, на территории бывшего Крымского Ханства была образована Таврическая область и деревня была приписана к Левкопольскому, а после ликвидации в 1787 году Левкопольского — к Феодосийскому уезду Таврической области. После Павловских реформ, с 1796 по 1802 год, входила в Акмечетский уезд Новороссийской губернии. По новому административному делению, после создания 8 (20) октября 1802 года Таврической губернии, Кырк был включён в состав Парпачской волости Феодосийского уезда.
По Ведомости о числе селений, названиях оных, в них дворов… состоящих в Феодосийском уезде от 14 октября 1805 года, в деревне Кирк числилось 10 дворов и 55 жителей. На военно-топографической карте генерал-майора Мухина 1817 года деревня Кирк обозначена также с 10 дворами. После реформы волостного деления 1829 года Кирк, согласно «Ведомости о казённых волостях Таврической губернии 1829 года», отнесли к Агерманской волости (переименованной из Парпачской). На карте 1836 года в деревне 28 дворов, как и на карте 1842 года.
В 1860-х годах, после земской реформы Александра II, деревню приписали к Арма-Элинской волости. Согласно «Списку населённых мест Таврической губернии по сведениям 1864 года», составленному по результатам VIII ревизии 1864 года, Кырк — владельческая татарская деревня с 10 дворами и 31 жителем близ Сиваша. По обследованиям профессора А. Н. Козловского начала 1860-х годов, в селении «все без исключения колодцы с весьма солёною водою, годною лишь для животных. Людьми же в пищу не употребляется». На трёхверстовой карте Шуберта 1865—1876 года в деревне обозначены также 10 дворов..
По «Памятной книге Таврической губернии 1889 года», по результатам Х ревизии 1887 года, в деревне Кыр, уже Владиславской волости, числилось 7 дворов и 42 жителя. В дальнейшем в доступных источниках не встречается.